# Irereo
Irereo Fáthach ("El sabio"), hijo de Meilge Molbthach, fue, según la leyenda medieval irlandesa y la tradición histórica, un Alto Rey de Irlanda. Llegó al poder después de matar a su predecesor, Óengus Ollom, y gobernó por siete o diez años, hasta que fue asesinado en Ulster por Fer Corb, hijo de Mug Corb. El Lebor Gabála Érenn sincroniza su reinado con el de Ptolomeo III de Egipto (246–222 AC). La cronología de Geoffrey Keating, el  Foras Feasa ar Éirinn data su reinado en 337–330 AC, los Anales de los Cuatro Maestros en 481–474 AC.
| Predecesor: Óengus Ollom | Alto Rey de Irlanda LGE siglo III AC FFE 337–330 AC ACM 481–474 AC | Sucesor: Fer Corb |